# Невская битва
Не́вская би́тва — сражение, произошедшее 15 июля 1240 года у впадения реки Ижора в реку Неву, между новгородским и шведским войсками. Битва стала одним из этапов русско-шведского противостояния из-за сфер влияния в Восточной части Балтийского региона в XII—XIV веках. Битва упоминается только в древнерусских источниках, и остается неясным, было ли это крупное вторжение или небольшой набег. В русской историографии Невская битва традиционно рассматривается как событие значительного масштаба и важности.

## Предпосылки
В первой половине XIII века происходили многочисленные столкновения между различными карельскими, финскими, балтийскими и славянскими племенами, которые жили вперемешку и то нападали друг на друга, то объединялись, чтобы вместе защищаться или нападать на другие племена. Шведы пытались крестить языческие карельские, финские, балтийские и славянские племена и обезопаситься от грабительских набегов на свои земли, ими также предпринимались неоднократные рейды по берегам Невы и непосредственно в новгородские земли. В отдельные периоды истории, например, в конце XII в. и сама Швеция, ослабевшая в результате внутриусобных конфликтов, подвергалась набегам карельских и финских племён, а в 1187 году эти языческие племена вместе с православным новгородским войском сожгли древнюю столицу Швеции Сигтуну.
В этом противостоянии обе стороны, и русская, и шведская, стремились поставить под свой контроль территорию, прилегающую к реке Неве, связывающей Балтийское море и Ладожское озеро, а также Карельский перешеек.
В декабре 1237 года папа римский Григорий IX провозгласил второй крестовый поход в Финляндию, а в июне 1238 года датский король Вальдемар II и магистр объединённого ордена Герман фон Балк договорились о разделе Эстонии и военных действиях против Руси на территориях, прилегающих к Балтийскому морю, с участием шведов. Русские земли в эти годы были ослаблены монгольским нашествием.

## Перед битвой

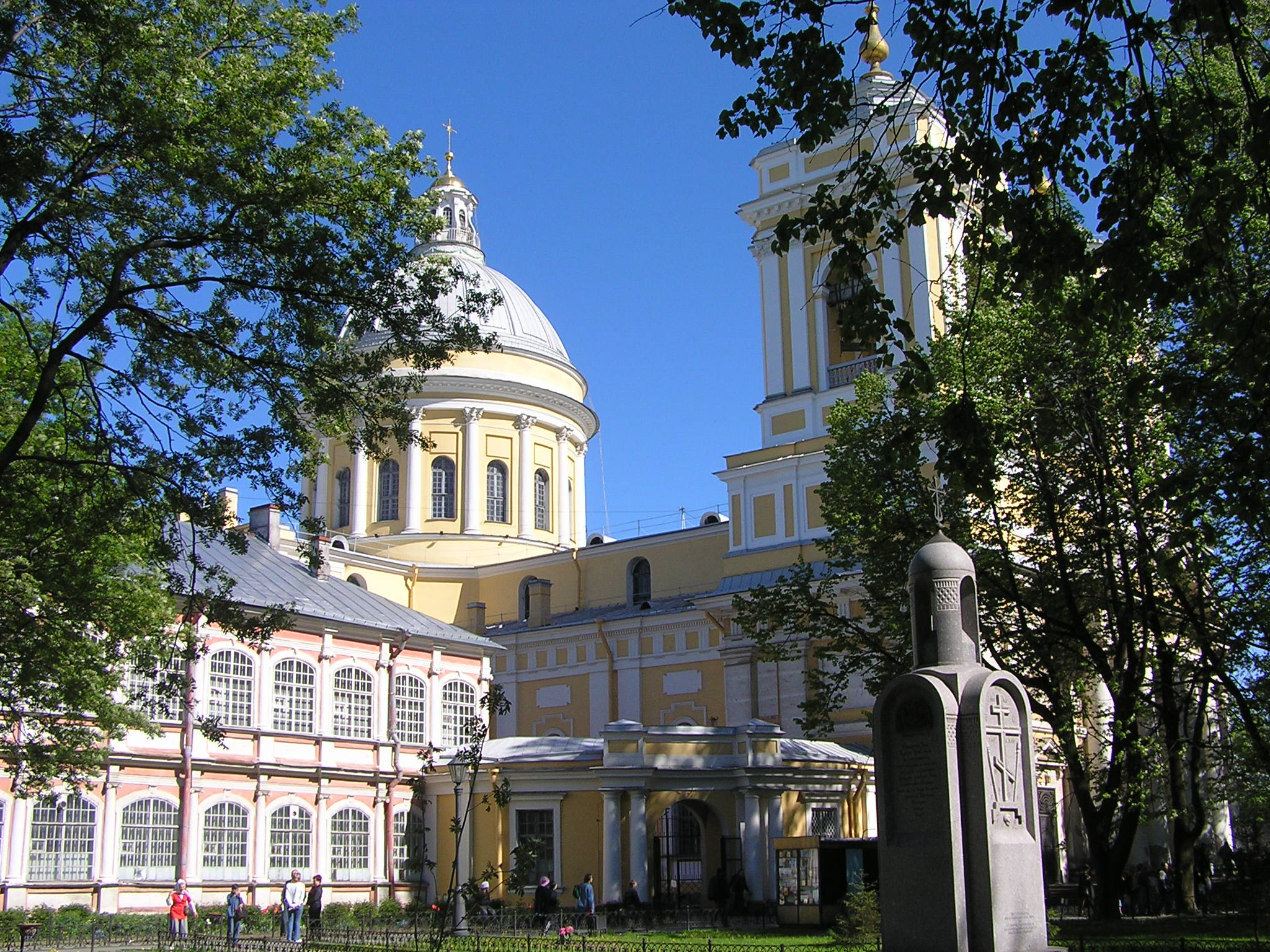
Троицкий собор Александро-Невской лавры

Летом 1240 года шведские корабли прибыли в устье реки Невы. Высадившись на берег, шведы и их союзники раскинули свои шатры в том месте, где Ижора впадала в Неву. Новгородская первая летопись старшего извода сообщает об этом так:
Придоша Свѣи в силѣ велицѣ, и Мурмане, и Сумь, и ѣмь в кораблихъ множьство много зѣло; Свѣи съ княземь и съ пискупы своими; и сташа в Невѣ устье Ижеры, хотяче всприяти Ладогу, просто же реку и Новъгородъ и всю область Новгородьскую.
Согласно этому сообщению в составе войска шведов были норвежцы и представители финно-угорских племен сумь и емь, в войске находились также католические епископы. Границы Новгородской земли охранялись «сторожами»: в районе Невы, по обоим берегам Финского залива, находилась новгородская «морская стража» из финно-угорского племени ижора. На рассвете июльского дня 1240 года старейшина Ижорской земли Пелгусий, находясь в дозоре, обнаружил шведскую флотилию и спешно послал доложить обо всем Александру.
Ливонский поход на Русь начался в августе, чем может объясняться, с одной стороны, выжидательная позиция шведов, а с другой — незамедлительная реакция Александра. Получив известие о приближении противника, князь Александр Ярославич принял решение действовать своими силами, не запрашивая помощь у отца. Согласно «Житию», Александр выступил с малой дружиной (двором), и многие новгородцы не успели присоединиться, так как поспешил князь выступить. Также в битве участвовали ополченцы из новгородской крепости Ладоги, присоединившиеся по пути.

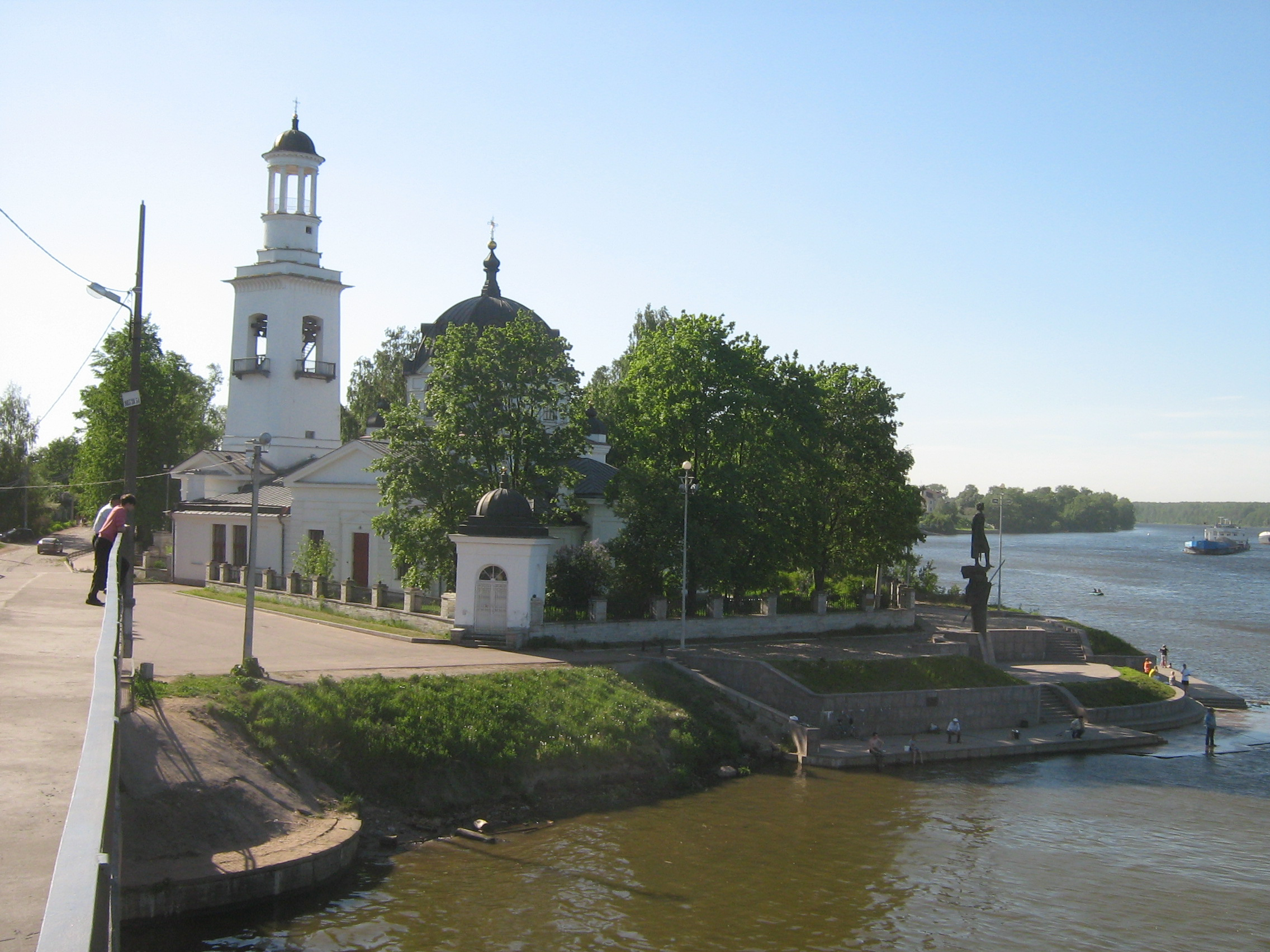
Церковь Александра Невского в Усть-Ижоре

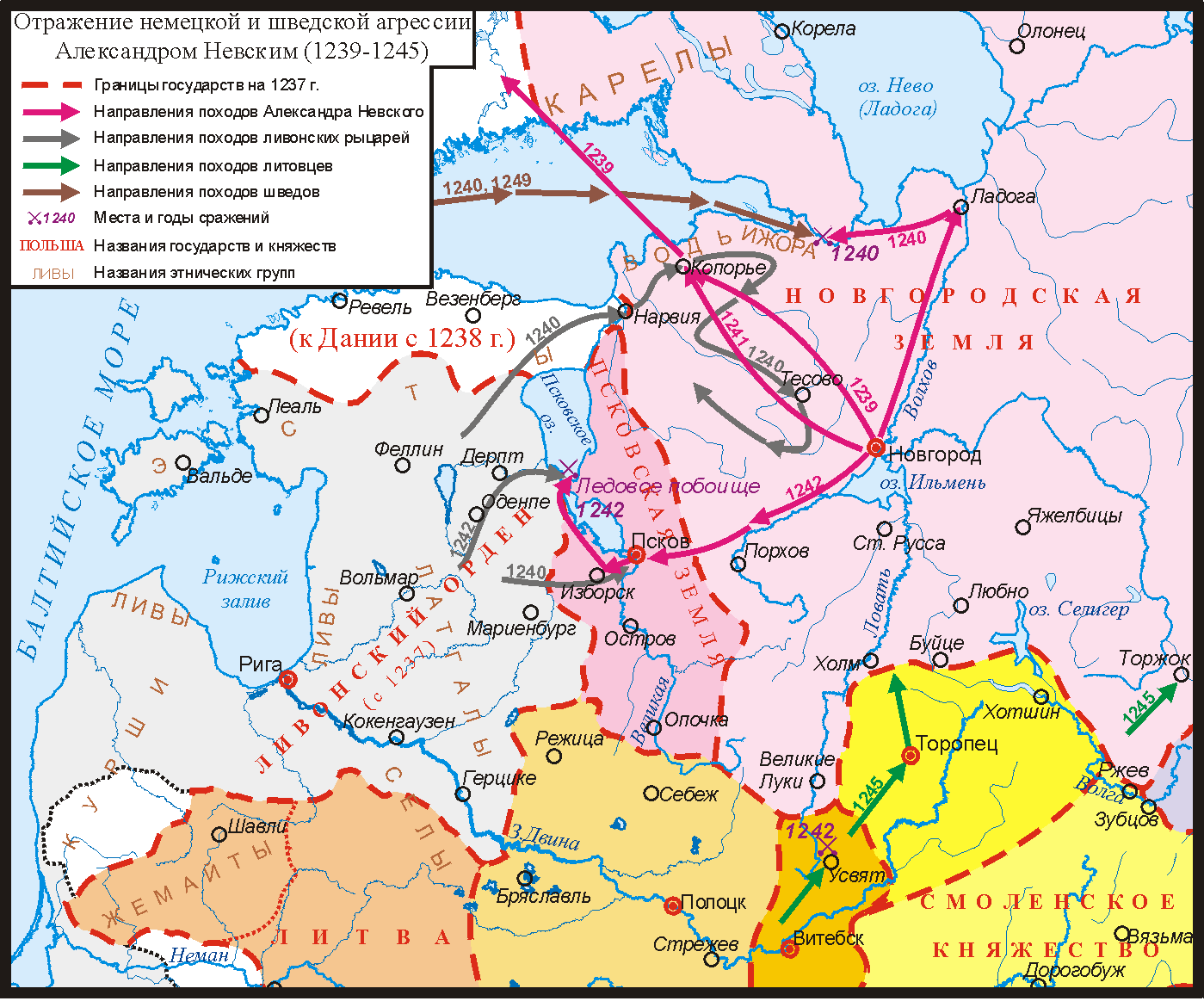
Карта 1239—1245

По принятому обычаю воины собрались у собора Святой Софии и получили благословение от архиепископа Спиридона. Александр воодушевил дружину речью, фраза которой дошла до наших дней и стала крылатой: 
Братья! Не в силах Бог, а в правде! Вспомним слова псалмопевца: сии в оружии, и сии на конех, мы же во имя Господа Бога нашего призовем... Не убоимся множества ратных, яко с нами Бог.
Отряд Александра продвигался сушей вдоль Волхова до Ладоги, затем повернул к устью Ижоры. Войско в основном состояло из конных воинов, но в нём были и пешие силы, которые для того, чтобы не терять время, также передвигались на лошадях.

## Ход битвы

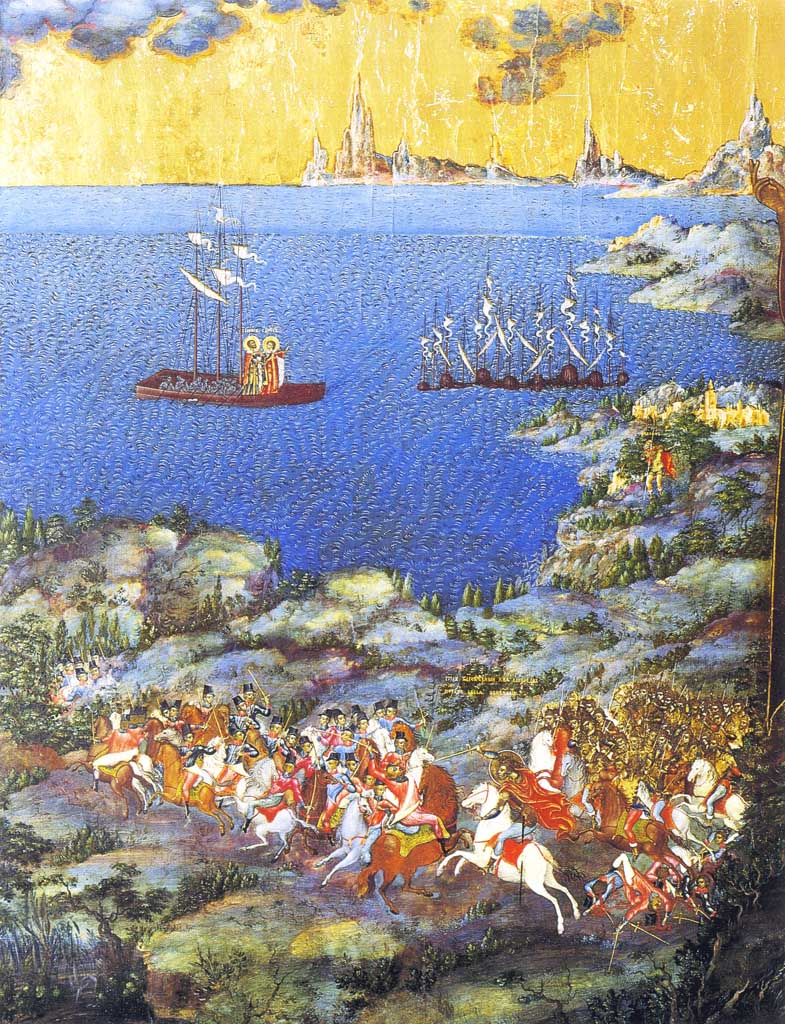
Невская битва (фрагмент иконы «Александр Невский со сценами жития», XIX век)

15 июля 1240 года началось сражение. Сообщение Первой новгородской летописи старшего извода достаточно кратко:
И ту убиенъ бысть воевода ихъ, именемь Спиридонъ; а инии творяху, яко и пискупъ убьенъ бысть ту же; и множество много ихъ паде; и накладше корабля два вятшихъ мужь, преже себе пустиша и к морю; а прокъ ихъ, ископавше яму, вметаша в ню бещисла; а инии мнози язвьни быша; и в ту нощь, не дождавше свѣта понедѣльника, посрамлени отъидоша.
Александр «на лице самого короля оставил след острого копья своего…». Кирпичников А. Н. трактует это сообщение как нарушение дружиной Александра строя отряда шведского короля уже при первом конном копейном столкновении. В русском войске помимо княжеского отряда были как минимум 3 отряда знатных новгородцев, имевших свои дружины, и ладожский отряд.

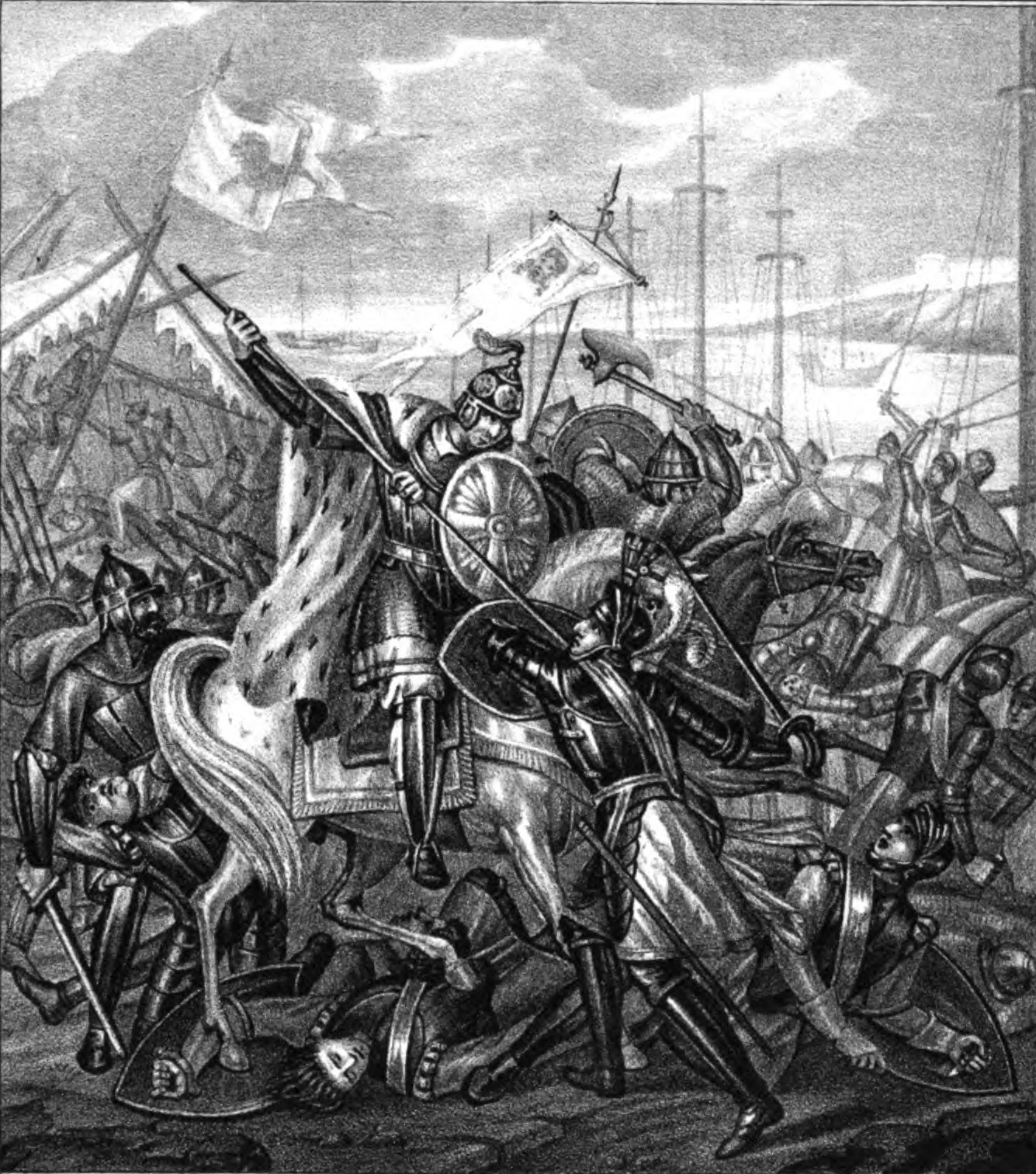
Б. Чориков. «Победа Александра Невского над шведами»

В «Житии», которое имеется в младшем изводе Новгородской первой летописи, упоминаются шесть воинов, совершивших подвиги во время сражения (из них трое дружинников князя и трое новгородцев):
Гаврило Олексич, «увидев королевича, влекомого под руки, въехал до самого корабля по сходням, по которым бежали с королевичем», поднялся на борт, был сброшен вниз, но потом снова вступил в бой. Сбыслав Якунович, вооружённый только одним топором, бросился в самый центр вражеского войска, а за ним ловчий Александра — Яков Полочанин размахивал своим длинным мечом. Отрок Савва проник в центр шведского лагеря, «ворвался в большой королевский златоверхий шатёр и подсёк столб шатёрный»; потеряв опору, шатёр свалился на землю. Новгородец Миша со своей дружиной сражался в пешем строю и потопил три вражеских корабля. Шестой упомянутый воин — слуга Александра Ярославича Ратмир — сражался пешим против нескольких шведов, был ранен и погиб.
Сражение длилось до наступления вечера; к ночи противники разошлись. Шведы потерпели поражение, и к утру отступили на уцелевших кораблях, и переправились на другой берег.
Уходу остатков шведского войска не препятствовали. Сказались ли здесь рыцарские приемы ведения боя, позволявшие во время передышки хоронить своих, или новгородцы сочли дальнейшее кровопролитие напрасным, или Александр Ярославич не хотел рисковать своим понесшим потери войском — нельзя исключить ни одно из этих объяснений.
Потери русского войска составили до 20 состоятельных воинов (к этому числу следует прибавить их погибших дружинников), тогда как шведы «накладше корабля два вятшихъ мужь, преже себе пустиша и к морю; а прокъ ихъ, ископавше яму, вметаша в ню бещисла» (таким образом общее число погибших шведов измерялось либо также десятками, либо даже сотнями). Кроме того, по сообщению «Жития», на другом берегу Невы на следующий день местные жители обнаружили много непогребённых тел шведов.

## Результат битвы

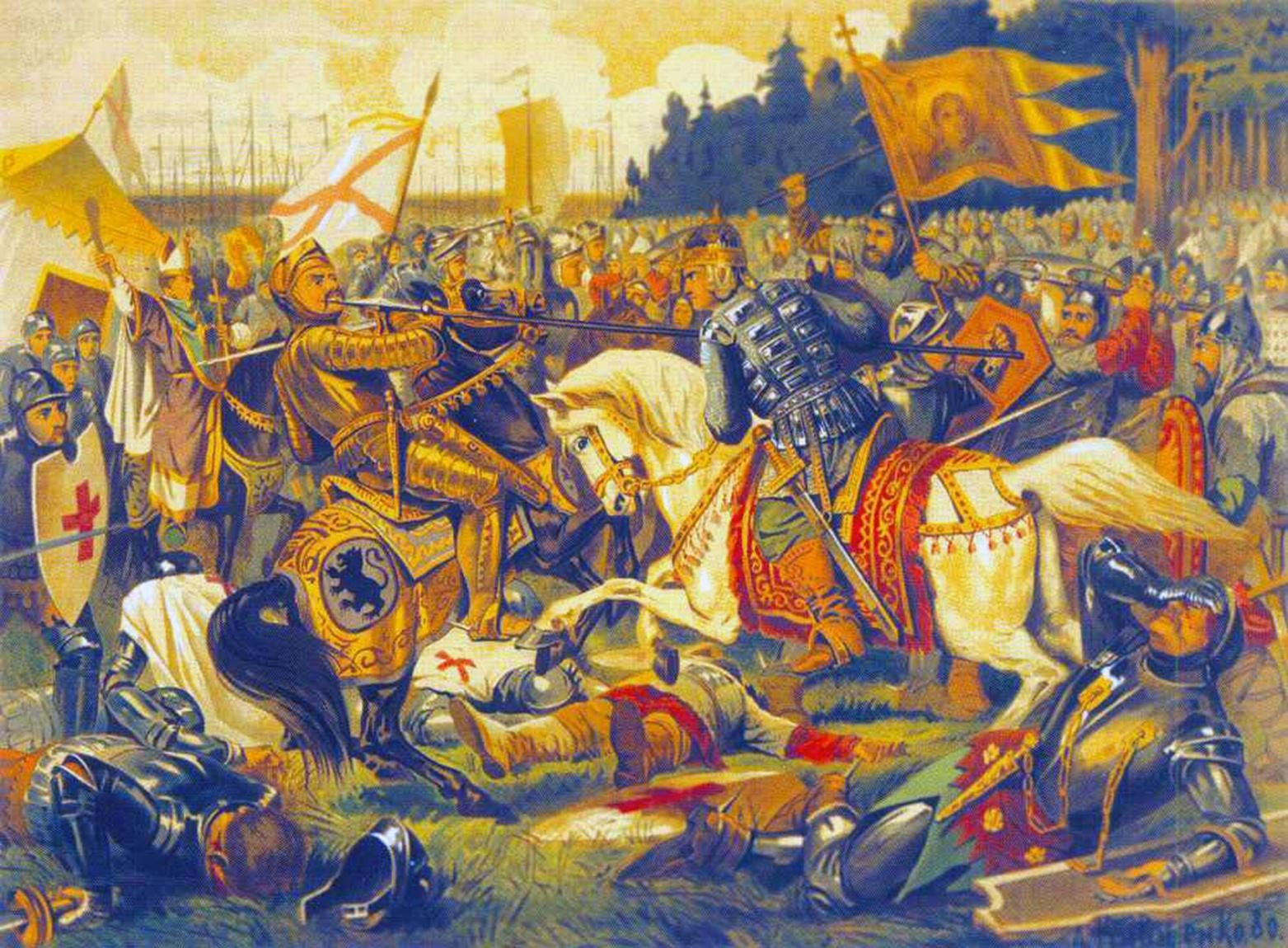
«Бой Александра Невского с ярлом Биргером» (картина А. Кившенко)

Одержав победу над шведами, русские войска остановили их продвижение на Ладогу и Новгород и тем самым предупредили опасность скоординированных действий Швеции и Ордена в ближайшем будущем.
Однако из-за страха перед тем, что после победы роль Александра в ведении дел может возрасти, новгородские бояре стали строить князю всевозможные козни. Александр Невский уехал к отцу, но уже через год новгородские жители снова пригласили князя для продолжения войны с Ливонским орденом, подошедшим к Пскову.

## Отражение в источниках
Первое упоминание появилось в Новгородской первой летописи старшего извода, есть ещё несколько вариантов агиографической Повести о житии Александра Невского, написанной не позднее 80-х годов XIII века, а также более поздняя Новгородская первая летопись младшего извода, зависимая от двух указанных выше источников. По предположению Н. И. Костомарова, шведскую армию мог возглавлять зять короля Биргер Магнуссон, но он стал ярлом Швеции только в 1248 году, а в 1240 году ярлом был Ульф Фасе, который и командовал походом. При этом Биргер не участвовал в походе, хотя встречается и противоположная точка зрения. Однако исследование останков Биргера в 2002 году показало, что на правой глазнице его черепа обнаружены явственные следы прижизненных повреждений, напоминающие следы от удара оружием. Хотя ярл участвовал в многочисленных сражениях, в которых мог получить подобную травму, и у себя на родине, это вполне может быть косвенным доказательством, что Александр Невский в этой битве самому королю возложил печать на лице острым своим копием.
Сражение не упоминается в шведских источниках, в частности, в составленной в 1320-х годах рифмованной «Хронике Эрика». Известно, что в Швеции с 1222 по 1248 год была феодальная война, когда ярл Биргер получил власть. Хотя летописи упоминают норвежцев как союзников шведов, на деле обе страны были на грани войны, в том числе из-за присоединения в 1225 году Вермланда. Враждебные настроения исчезают только в 1249 году после заключения мира в Лёдёсе. В подобной междоусобице Швеция вряд ли была способна на масштабное вторжение и, скорее всего, в русских летописях речь идёт об одной из многочисленных приграничных стычек, которая была преувеличена летописцами. Некоторые историки подвергают сомнению достоверность свидетельств о Невской битве.

## Память о Невской битве

#### Александро-Невская лавра
В 1710 году Пётр I в память о Невской битве основал в устье Чёрной речки (ныне река Монастырка) в Санкт-Петербурге Александро-Невский монастырь.
В то время ошибочно считалось, что битва проходила именно на этом месте. Возведение монастыря осуществлялось по проекту Доменико Трезини. В дальнейшем ансамбль монастыря развивался по замыслу других архитекторов.
30 августа 1724 года из Владимира сюда были перевезены останки Александра Ярославича.

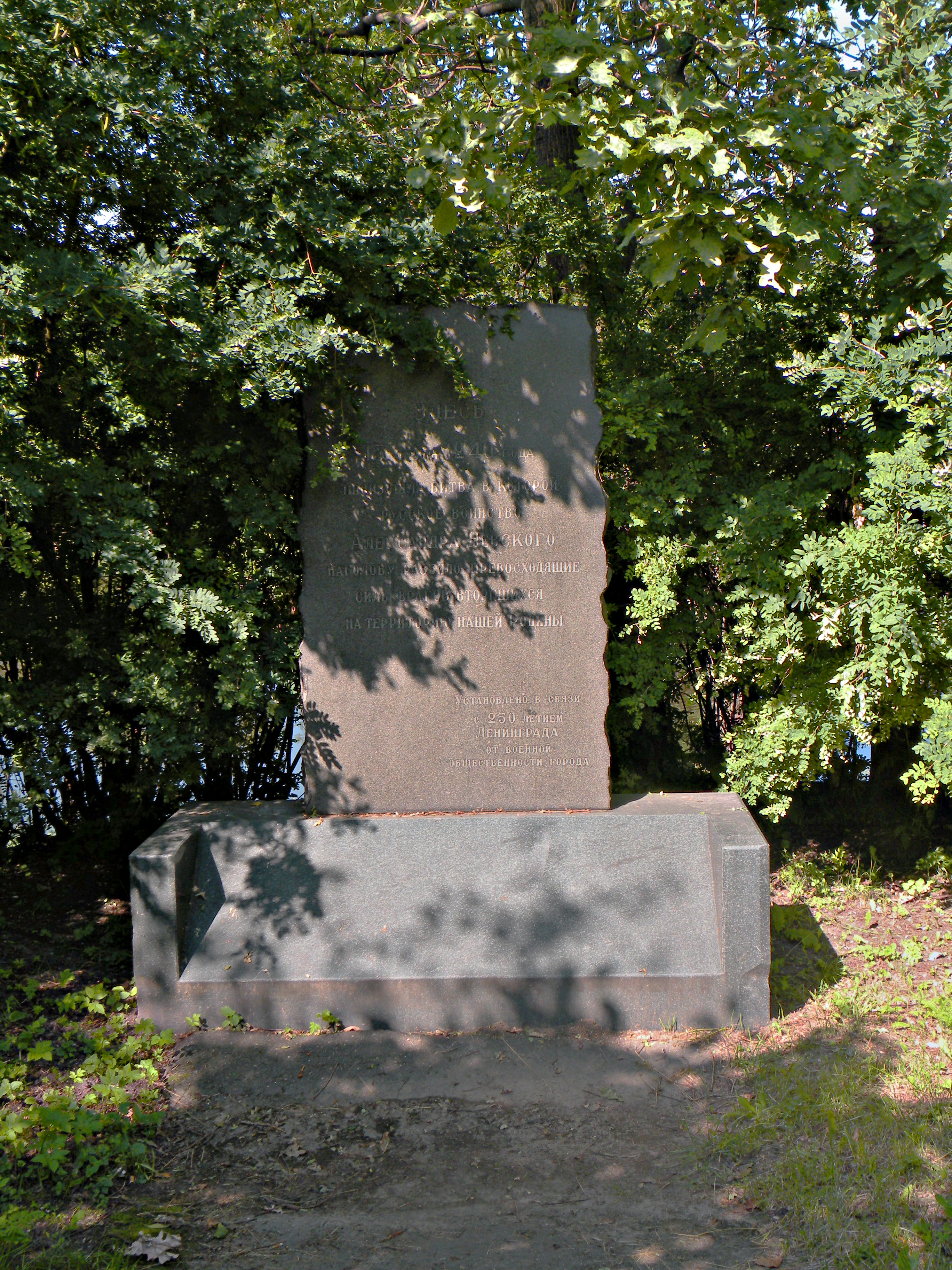
Памятный камень на берегу

В 1797 году, при императоре Павле I, Александро-Невскому монастырю была присвоена степень лавры. В архитектурный ансамбль Александро-Невской лавры входят: Благовещенская церковь, Фёдоровская церковь, Троицкий собор и другие. Ныне Александро-Невская лавра — государственный заповедник, на территории которого расположен Музей городской скульптуры с некрополем XVIII века (Лазаревское кладбище) и некрополем мастеров искусств (Тихвинское кладбище). В лавре похоронены Михаил Васильевич Ломоносов, Александр Васильевич Суворов, Денис Иванович Фонвизин, Николай Михайлович Карамзин, Иван Андреевич Крылов, Михаил Иванович Глинка, Модест Петрович Мусоргский, Пётр Ильич Чайковский, Фёдор Михайлович Достоевский и многие другие деятели, вошедшие в историю России.

#### Церковь Александра Невского в Усть-Ижоре
В честь победы в Невской битве в Усть-Ижоре в 1711 году была построена деревянная церковь.
До начала нового столетия церковь несколько раз горела и несколько раз была восстановлена. В 1798 году на средства местных жителей был воздвигнут каменный храм с колокольней и чугунной решёткой.
В 1934 году храм был закрыт и использовался как склад. Во время блокады Ленинграда колокольня храма была взорвана, потому что служила ориентиром для немецкой артиллерии.
В 1990 году начались работы по реставрации храма, а в 1995 году, 12 сентября он был освящён. При храме находится небольшое прицерковное кладбище, где 6 декабря 2002 года был установлен и освящён памятник-часовня с поясным (бронзовым) образом Александра Невского.
Церковь располагается в Колпинском районе Санкт-Петербурга по адресу: пос. Усть-Ижора, Шлиссельбургское шоссе, 217.

### В художественной литературе
- Ян В. Г. Юность полководца. Историческая повесть // В кн.: Ян В. Г. К последнему морю. Юность полководца. — М.: Правда, 1981. — С. 317—507.
- Субботин А. А. За землю Русскую. Исторический роман. — М.: Изд-во ДОСААФ СССР, 1988. — 718 с.: ил. — (Библиотека «Отчизны верные сыны»).

### В кино
- В 2008 году на экраны вышел художественный фильм «Александр. Невская битва».

### На монетах и почтовых марках
| - Памятная монета России, 1995 год |